# Hofanlage Uepsen 38
Die Hofanlage Uepsen 38 in Asendorf (Landkreis Diepholz), südwestlicher Ortsteil Uepsen, Uepser Straße 38 (Kreisstraße K 15), in der niedersächsischen Samtgemeinde Bruchhausen-Vilsen an der Bundesstraße 6 stammt wohl vom frühen 20. Jahrhundert.
Aktuell (2023) wird sie landwirtschaftlich genutzt.
Die Gebäude stehen unter Denkmalschutz (siehe auch Liste der Baudenkmale in Asendorf (Landkreis Diepholz)).

## Beschreibung
Die Hofanlage besteht aus:

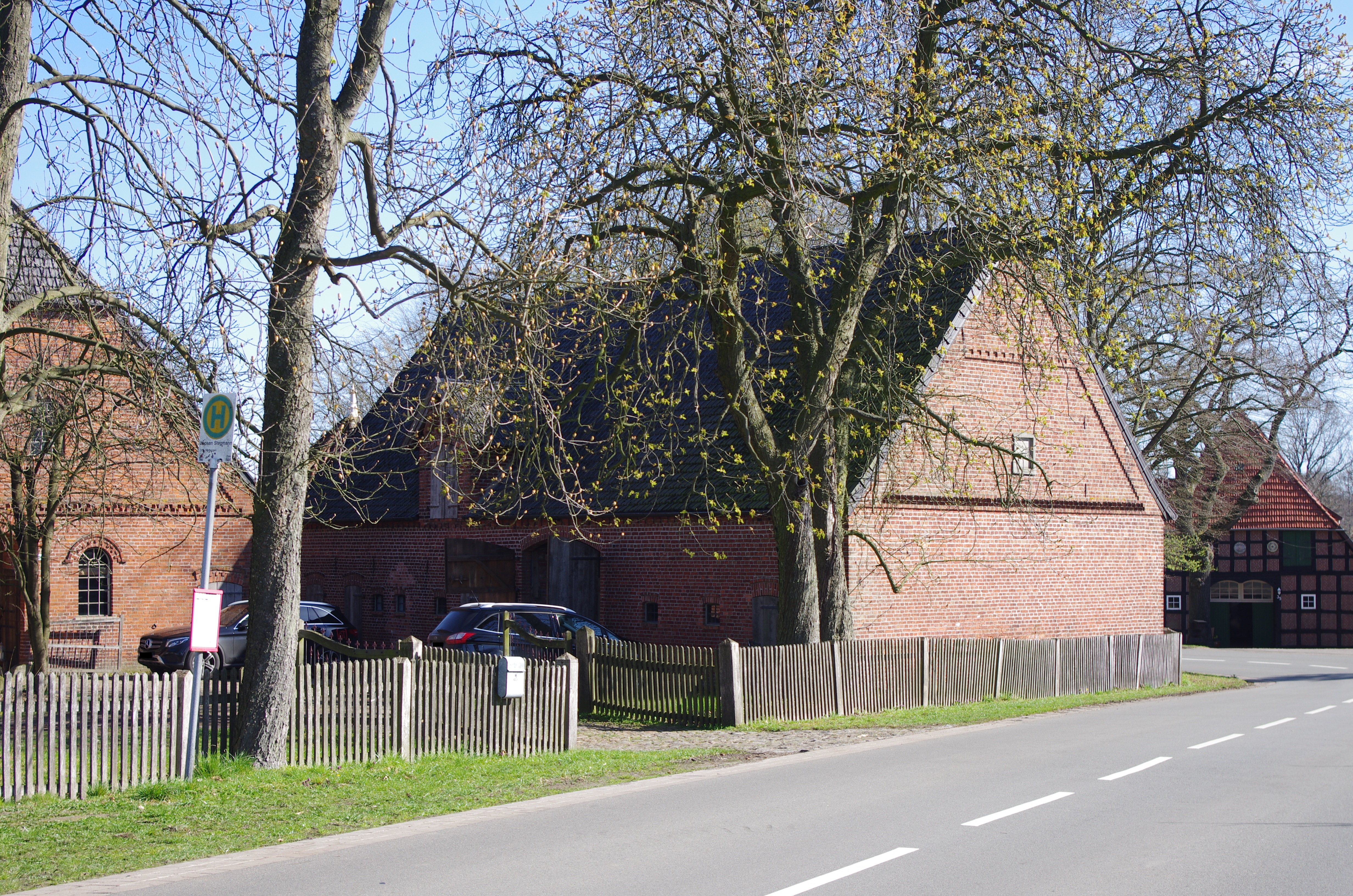
Stall

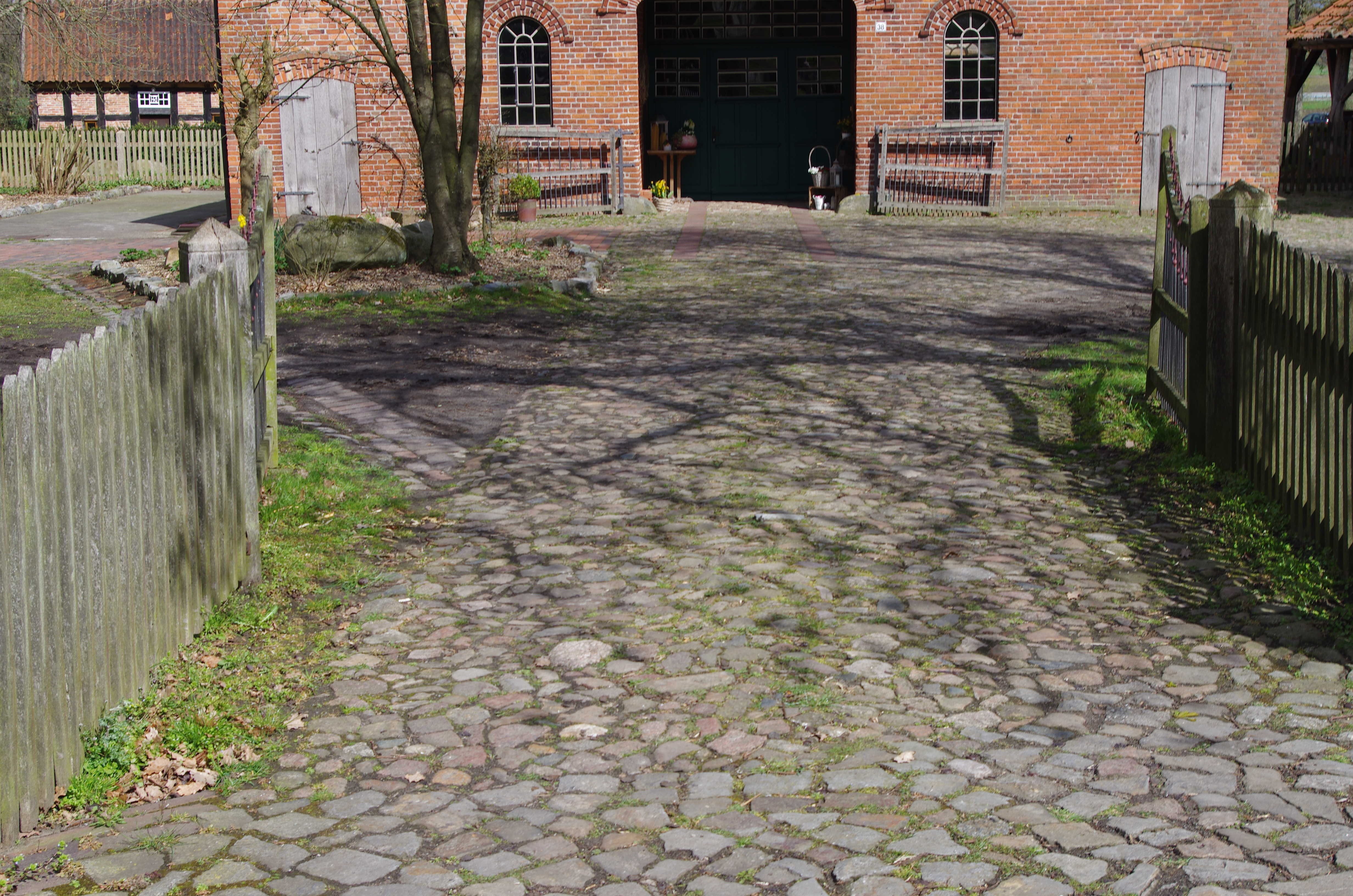
Hofpflasterung

- dem eingeschossigen massiven verklinkerten Wohn- und Wirtschaftsgebäude von um 1900 mit Krüppelwalmdach, Segmentbogentor und Mittelgesimsen im Giebel,
- der eingeschossigen Holzscheune mit Satteldach und Quereinfahrt,
- dem eingeschossigen massiven verklinkerten Stall mit Satteldach und Quereinfahrt,
- dem eingeschossigen offenen Göpelschauer,
- dem eingeschossigen älteren Backhaus in Fachwerk mit Steinausfachungen und Satteldach,
- und der Hofpflasterung.

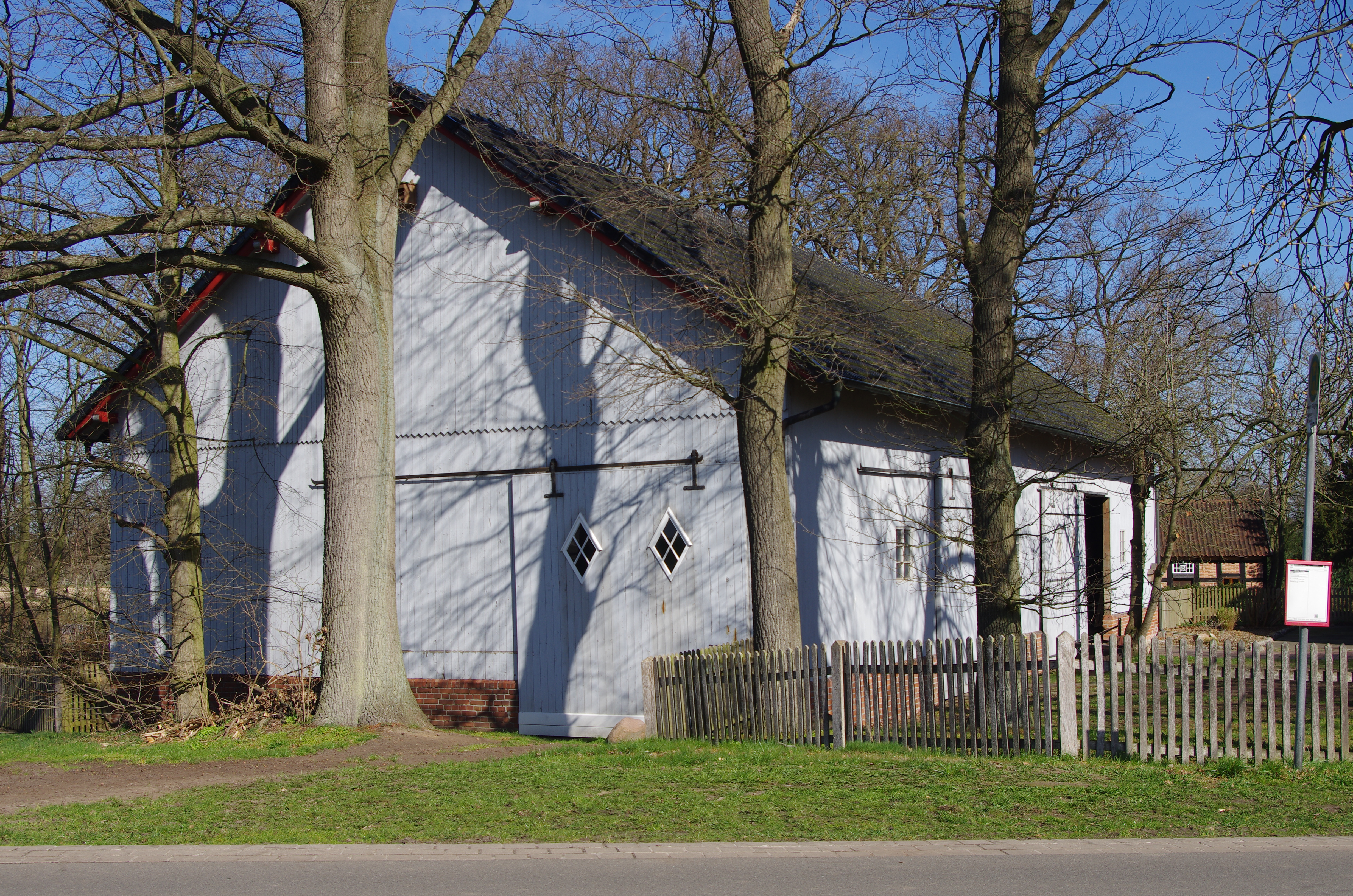
Scheune
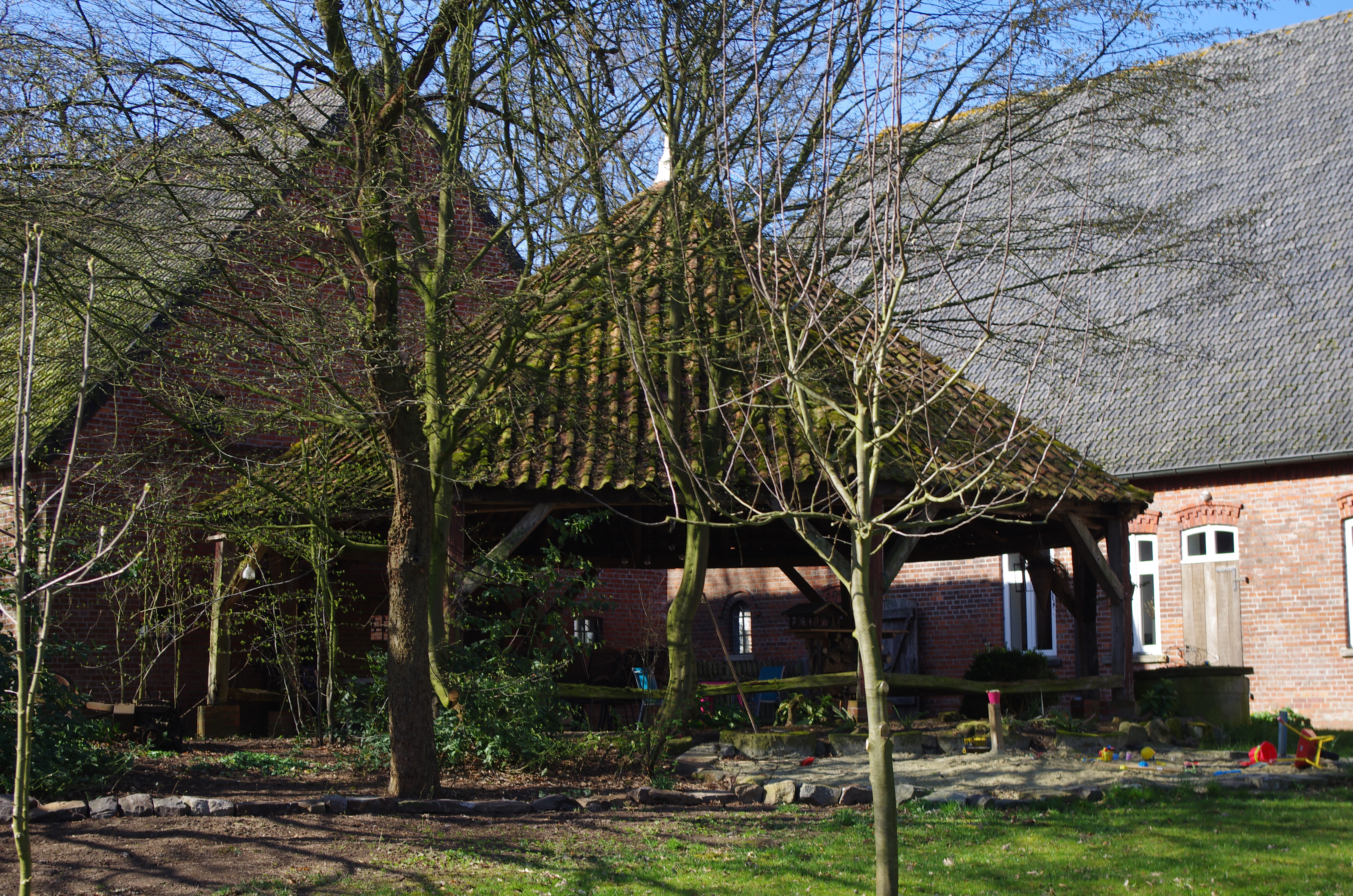
Göpelschauer
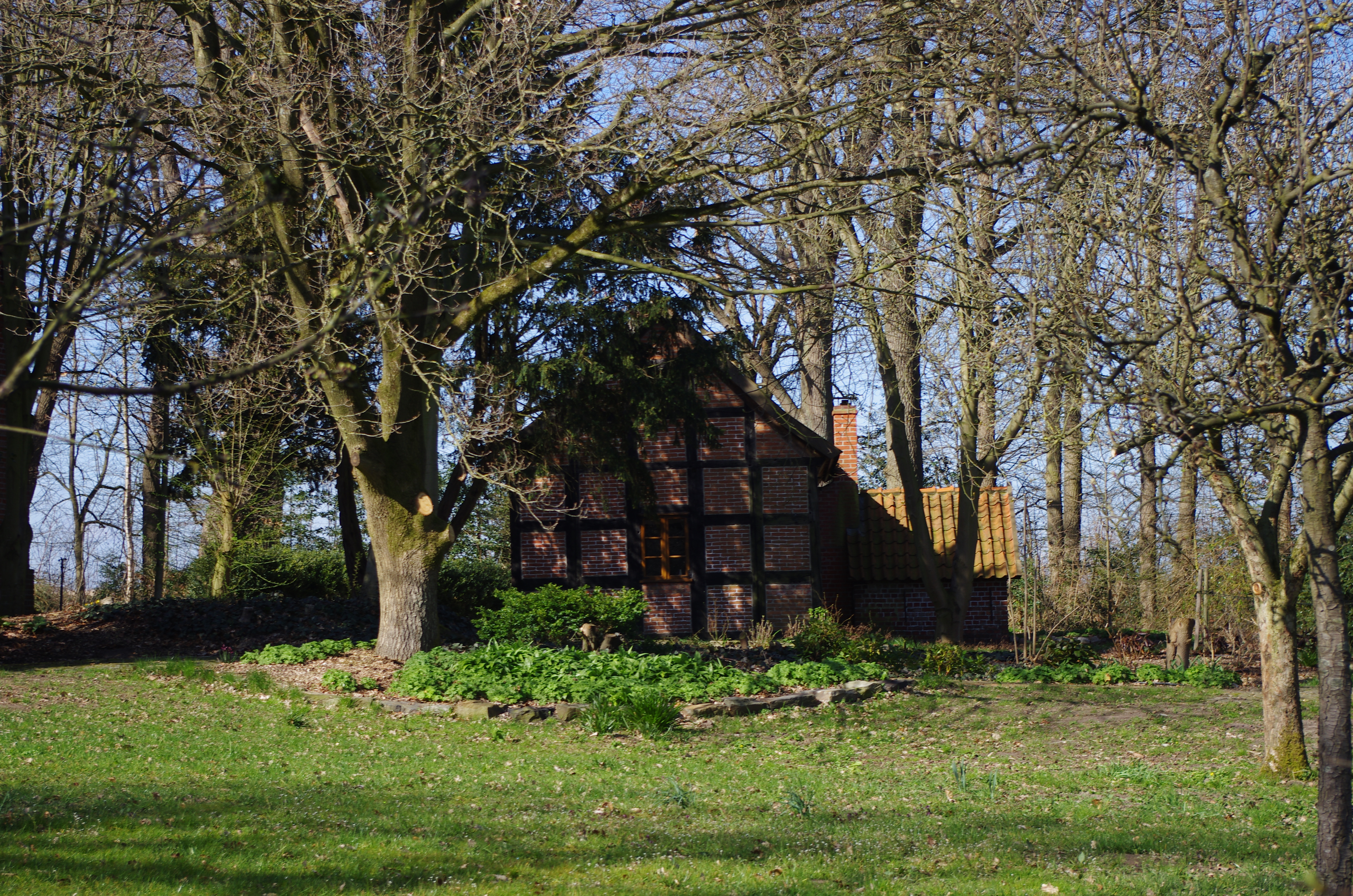
Backhaus